# Zorza wieczorna

Zorza tuż po zachodzie Słońca w Bydgoszczy

Zorza wieczorna. Przejście od zachodu do zmroku.

Zorza wieczorna − efekty świetlne w atmosferze Ziemi podczas zachodu Słońca aż do zmroku, występujące na nieboskłonie po stronie zachodzącego Słońca. Przyjmuje się, że zmrok następuje gdy Słońce jest około 18° poniżej horyzontu.
Wyglądem nieba tuż po zachodzie Słońca, określanym jako zorza wieczorna, interesowano się już od starożytności, na podstawie jej stanu przewidywano pogodę. Opisy przewidywania pogody na podstawie zorzy wieczornej znajdują się poradnikach ludowych jak i publikacjach meteorologicznych.